# Ferdinand Bracke
Ferdinand „Ferdi“ Bracke (* 25. Mai 1939 in Hamme) ist ein ehemaliger belgischer Radrennfahrer. Neben Patrick Sercu und Eddy Merckx war er einer der erfolgreichsten und vielseitigsten Radsportler seines Landes auf Bahn und Straße in den 1960er und 1970er Jahren. Vor seiner Karriere als Berufsfahrer war er als Metallarbeiter tätig.

## Sportliche Karriere
Als Amateur gewann Ferdi Bracke Etappen bei der Österreich-Rundfahrt, der schwedischen 6-Tage-Fahrt und der Limburg-Rundfahrt sowie eine Etappe der Internationalen Friedensfahrt 1962, bei der er sich als 26. in der Gesamtwertung platzierte. In seiner letzten Saison als Amateur gelangen ihm 22 Siege in Radrennen.
1962 erhielt Bracke einen Profivertrag beim Team Peugeot, nachdem er als Amateur das traditionsreiche Einzelzeitfahren Grand Prix des Nations gewonnen hatte. Für Peugeot fuhr er bis 1973. Insgesamt gelangen ihm auf der Straße 24 Siege bei Profirennen, sein größter Erfolg war der Gewinn der Vuelta a España, mit 59 Sekunden Vorsprung vor seinem Landsmann Wilfried David und rund zwei Minuten vor dem Spanier Luis Ocaña. 1968 wurde er Dritter der Tour de France. Dabei hatte er bis zur letzten Etappe, einem Einzelzeitfahren noch Chancen auf den Gesamtsieg, doch gelang es Bracke nicht, sein Potential in seiner Spezialdisziplin abzurufen, so dass er sich dem Niederländer Jan Janssen und seinem Landsmann Herman Van Springel geschlagen geben musste. 1966 sowie 1976 entschied er jeweils eine Etappe der Tour de France für sich. 1966 und 1967 gewann er gemeinsam mit Eddy Merckx den Trofeo Baracchi. 1968 wurde er hinter Rolf Wolfshohl Zweiter bei Paris–Nizza und gewann dort eine Etappe.
Ferdi Bracke war auch ein erfolgreicher Bahnfahrer. 1964 wurde er Weltmeister in der Einerverfolgung, vor dem mehrfachen Titelträger aus Italien, Leandro Faggin. Diesen Erfolg konnte er 1969 wiederholen. Zudem wurde er vierfacher belgischer Meister in dieser Disziplin. 1967 verbesserte er im Velodromo Olimpico in Rom den Stundenweltrekord auf 48,093 Kilometer.  1974 errang er bei den Bahnweltmeisterschaften Silber in der Verfolgung. Bracke bestritt auch 50 Sechstagerennen, von denen er drei gewann.
Am 17. Februar 1979 wurde Bracke im Rahmen einer Radsportgala im Sportpalast von Gent vom Radsport verabschiedet.

## Berufliches
1978 beendete er seine Radsportlaufbahn und übernahm gemeinsam mit seiner Frau ein Möbelgeschäft. Einige Jahre war er auch als Sportlicher Leiter eines belgischen Radsportteams tätig.

## Ehrungen
1967 wurde Ferdinand zum „Sportler des Jahres“ in Belgien gewählt und mit der Nationale trofee voor sportverdienste ausgezeichnet.

## Erfolge (Auswahl)

### Straße
1962
- Grand Prix des Nations

1964
- Gran Premio di Lugano
- eine Etappe 4 Jours de Dunkerque
- eine Etappe Circuit du Provence
- eine Etappe Grand Prix Midi Libre

1966
- eine Etappe Tour de France
- Trofeo Baracchi (mit Eddy Merckx)
- eine Etappe Belgien-Rundfahrt
- eine Etappe Escalada a Montjuïc

1967
- Trofeo Baracchi (mit Eddy Merckx)

1969
- eine Etappe 4 Jours de Dunkerque
- eine Etappe Grand Prix Midi Libre

1970
- Grand Prix de Wallonie
- eine Etappe 4 Jours de Dunkerque

1971
- Gesamtwertung Vuelta a España
- Flèche Hesbignonne-Cras Avernas

1972
- eine Etappe Etoile des Espoirs

1973
- Grand Prix Pino Cerami

1974
- Prolog und eine Etappe Belgien-Rundfahrt
- eine Etappe Tour de Picardie

1976
- eine Etappe Tour de France

### Bahn
1964
- Weltmeister – Einerverfolgung

1965
- Belgischer Meister – Einerverfolgung

1967
- Stundenweltrekord (48,093 km)
- Sechstagerennen von Charleroi (mit Patrick Sercu)
- Belgischer Meister – Einerverfolgung

1968
- Sechstagerennen von Charleroi (mit Eddy Merckx)

1969
- Weltmeister – Einerverfolgung

1972
- Belgischer Meister – Derny
- Belgischer Meister – Einerverfolgung

1973
- Weltmeisterschaft – Einerverfolgung
- Europameisterschaft – Derny
- Belgischer Meister – Einerverfolgung
- Sechstagerennen von Montreal (mit Robert Van Lancker)

1974
- Weltmeisterschaft – Einerverfolgung

## Grand-Tour-Platzierungen
| Grand Tour            | 1963 | 1964 | 1965 | 1966 | 1967 | 1968 | 1969 | 1970 | 1971 | 1972 | 1973 | 1974 | 1975 | 1976 | 1977 | 1978 |
| --------------------- | ---- | ---- | ---- | ---- | ---- | ---- | ---- | ---- | ---- | ---- | ---- | ---- | ---- | ---- | ---- | ---- |
| Vuelta a EspañaVuelta | –    | –    | –    | –    | –    | –    | –    | –    | 1    | –    | 54   | –    | –    | –    | –    | DNF  |
| Giro d’ItaliaGiro     | –    | –    | –    | –    | 39   | –    | –    | –    | –    | –    | –    | –    | –    | –    | –    | –    |
| Tour de FranceTour    | 21   | DNF  | DNF  | 32   | –    | 3    | 57   | –    | 58   | –    | –    | –    | –    | 77   | DNF  | –    |